# إقليم أسيوط

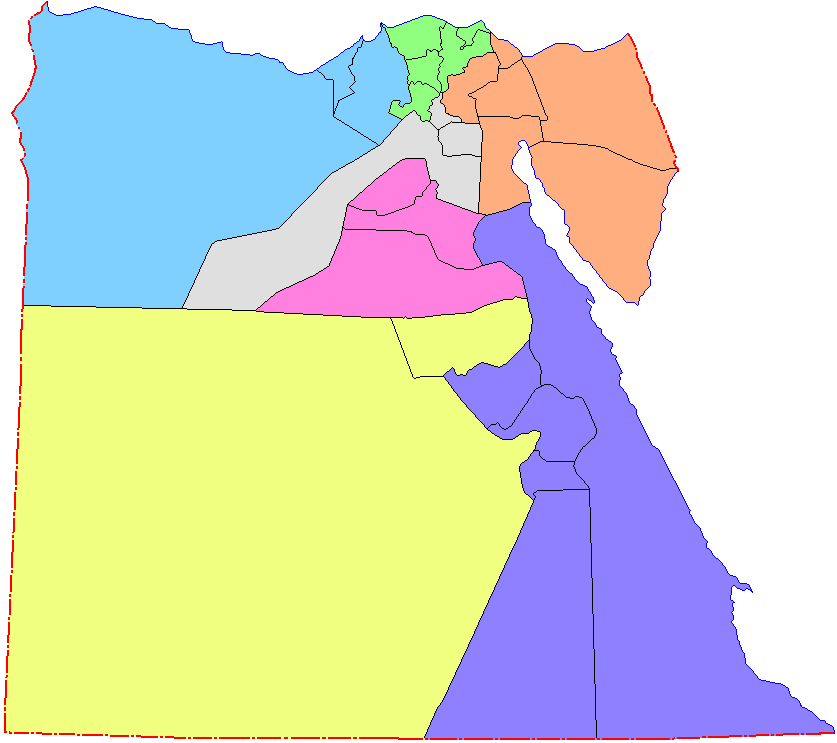
خريطة أقاليم مصر الاقتصادية:
إقليم وسط الصعيد.

إقليم أسيوط أو إقليم وسط الصعيد هو أحد أقاليم مصر السبعة ، ويضم الإقليم بجانب محافظة أسيوط محافظة الوادي الجديد وهو أكبر أقاليم مصر مساحة حيث تبلغ 402431 كم2 (حوالي 95,78 مليون فدان) تمثل نحو 39,9 % من جملة مساحة الجمهورية ، كما يقطن بالإقليم نحو 3,5 مليون نسمة بنسبة 4,96 % من جملة سكان الجمهورية عام 2005 (ونحو 4,470,631 نسمة حسب تعداد 2015).

## الملامح الطبيعية والإدارية
يشغل إقليم أسيوط المنطقة الجنوبية الغربية من الجمهورية ؛ حيث يقع في الجنوب من أقاليم القاهرة وأسيوط وشمال الصعيد ، كما يقع غرب إقليم جنوب الصعيد والبحر الأحمر ، وإلى الشمال من الحدود المصرية السودانية. وينحصر الإقليم بين دائرتي عرض 00َ 22 ْ(الحدود الجنوبية للجمهورية) و04َ 72ْ شمالًا ، وبين خطي طول 00َ 25 ْ(الحدود الغربية للجمهورية) و03َ 32 ْشرقًا.

وأهم ما يميز الإقليم جغرافيًّا هو التنوع بين خصائص الموقع المنتمية لبيئة وادي النيل بمحافظة أسيوط ، وخصائص الصحراء والمنخفضات حيث منخفض الخارجة ومنخفض الداخلة بمحافظة الوادي الجديد ، التي تتسم بشدة الجفاف وندرة خطوط التصريف المائي وسيادة نمط التصريف الداخلي المركزي خصوصًا عند المنخفضات. كما يتميز بقلة الموارد المائية السطحية بوجه عام وبانتشار التراكمات الرملية في صورها المختلفة من كثبان رملية (غرود) وكثبان هلالية (برخانات) وفرشات رملية (بحر الرمال).

## المناخ
ويتسم المناخ في الإقليم بارتفاع درجات الحرارة خلال شهور الصيف إلى حدودها القصوى ، وفي الشتاء يتميز بانخفاض درجة حرارته حيث يبلغ متوسطها بالإقليم ككل في هذا الفصل نحو 13. وتسود الرياح الشمالية معظم أنحاء الإقليم. ويتميز بالجفاف النسبي ، ويتراوح معدل تساقط الأمطار ما بين 0,01 مم/سنة إلى 16,2 مم/سنة.

## الهيكل الإداري
يتكون الهيكل الإداري لإقليم أسيوط من محافظتين هما: (أسيوط ، الوادي الجديد) ، بإجمالي عدد مراكز 14 مركزًا تضم 16 مدينة و420 قرية ( 74 قرى رئيسية ، 346 قرية تابعة).
| المحافظة      | المساحة الكلية | المساحة الكلية | %       | المراكز | المدن [*] | القرى [**] | تابعة |
| المحافظة      | كم2            | فدان           | %       | المراكز | المدن [*] | القرى [**] | تابعة |
| ------------- | -------------- | -------------- | ------- | ------- | --------- | ---------- | ----- |
| أسيوط         | 25926          | 6170388        | 6,44 %  | 11      | 12        | 56         | 235   |
| الوادي الجديد | 376505         | 89608190       | 93,56 % | 3       | 4         | 18         | 111   |
| الإجمالي      | 402431         | 95778578       | 100 %   | 14      | 16        | 74         | 346   |

## الملامح السكانية والعمرانية

### الملامح السكانية
تتضمن الملامح السكانية للإقليم دراسة كل من حجم السكان ، والزيادة السكانية ، والتوزيع النسبي لسكان محافظات الإقليم ، والتركيب الحضري/ الريفي ، والهجرة.

بلغ إجمالي حجم سكان إقليم أسيوط نحو 2,8 مليون نسمة وفقًا لتعداد 1996 ، ويقدر في عام 2005 بنحو 3,5 مليون نسمة ، محتلًّا بذلك المرتبة الخامسة بين أقاليم الجمهورية ، وبنسبة تبلغ 5,0 % من إجمالي سكان الجمهورية. ومن المتوقع أن يصل حجم الزيادة السكانية بالإقليم إلى 784 ألف نسمة في الفترة 2005–2022 ليبلغ تعداد الإقليم 4,3 مليون نسمة عام 2022 ، وتمثل هذه الزيادة نحو 3,5 % من الزيادة الكلية المتوقعة لسكان الجمهورية ، خلال نفس الفترة.

ويعكس التوزيع النسبي لسكان محافظتي الإقليم تباينًا في تركز السكان على عكس مساحة المحافظتين حيث يشكل سكان محافظة أسيوط حوالي 95,3 % من الحجم السكاني للإقليم ، بينما تضم محافظة الوادي الجديد حوالي 4,7 % فقط.
- تقديرات الحجم والتوزيع النسبي لسكان محافظات إقليم أسيوط لعام 2005:

| المحافظة      | عدد السكان | التوزيع النسبي |
| ------------- | ---------- | -------------- |
| أسيوط         | 3362       | 95,3 %         |
| الوادي الجديد | 173        | 4,7 %          |
| الإجمالي      | 3535       | 100 %          |

ويعكس التركيب الحضري/الريفي لسكان محافظات الإقليم صفته الريفية حيث لا يشكل سكان الحضر إلا نحو 28,1 فقط من إجمالي سكان الإقليم عام 2003 ، ونسبة الريف 71,9 % من جملة السكان.
| المحافظة      | عدد السكان | عدد السكان | إجمالي السكان |
| المحافظة      | حضر        | ريف        | إجمالي السكان |
| ------------- | ---------- | ---------- | ------------- |
| أسيوط         | 922,1      | 2439,9     | 3362          |
| الوادي الجديد | 87,38      | 85,62      | 173           |
| الإجمالي      | 1009.5     | 2525.5     | 3535          |

وتسهم الهجرة في النمو السكاني للإقليم بالسالب ، وبصفة عامة تتجه معظم الحركة المهاجرة إلى محافظات إقليم القاهرة الكبرى ومحافظة أسيوط ، ويلعب عامل المسافة دورًا هامًا في توجيه حركة الهجرة.

### الملامح العمرانية
تمثل الملامح العمرانية محورًا هامًّا في دراسات الإقليم حيث أنها تربط بين الملامح الطبيعية والإدارية (البعد المكاني) والملامح السكانية ، وتشتمل الملامح العمرانية على توزيع استخدامات الأراضي ، الكثافات السكانية العمرانية ، والفئات الحجمية لتجمعات إقليم أسيوط.

وبتحليل استخدامات الأراضي لإقليم أسيوط يتضح أن مساحات الأراضي الزراعية داخل الزمام تشغل المسطح الأكبر من الأراضي بالإقليم حيث تشغل مساحة 1684 كم2 بنسبة 62,86 % من إجمالي المساحة المأهولة بالإقليم ، تليها مساحة الأراضي البور 716,3 كم2 بنسبة 26,74 % من إجمالي المساحة المأهولة بالإقليم. ومن الملاحظ أن محافظة الوادي الجديد ترتفع بها مساحة الأراضي البور 688,3 كم2 بنسبة 61,7 % من المساحة المأهولة بالمحافظة ، أما عن محافظة أسيوط فتشغل الأراضي الزراعية داخل الزمام المسطح الأكبر من المحافظة حيث تشغل 1314 كم2 بنسبة 84 % من إجمالي المساحة المأهولة بالمحافظة.